# Агоній
Агоній (дав.-гр. Ἀγώνιος) або Енагоній (грец. Εναγώνιος) — епітет кількох богів у давньогрецькій міфології, іноді також розглядається як окреме божество. Цей титул пов’язаний зі змаганнями, боротьбою та допомогою у складних випробуваннях.

### У давньогрецькій релігії
Епітет Агоній вживали такі трагіки, як Есхіл і Софокл, стосовно Аполлона та Зевса, імовірно в сенсі «помічників у боротьбі чи змаганнях» або «захисників воїнів». Проте найчастіше цей титул асоціювався з Гермесом, який вважався покровителем усіх видів урочистих змагань (ἀγῶνες), включно з Агоналіями — давньоримським святом на честь початку сільськогосподарського сезону.
Класичний дослідник Вільям Ворд Фаулер припускав, що цей бог або принаймні його епітети могли бути пізнішими штучними витворами понтифіків — римських жреців, які прагнули надати офіційності деяким релігійним практикам.

### У мистецтві
У 19 столітті в каталозі грецького та римського мистецтва Апостольського палацу згадується статуя, яку тодішній куратор вважав зображенням Гермеса Енагонія, датовану добою Лісіппа (IV ст. до н.е.). Однак інші дослідники висували гіпотези, що ця скульптура може зображати Геракла, Тесея або Мелеагра.

### У Римі
Назва Агоній (лат. Agonius) також вживалася як рання назва Квіринальського пагорба (одного з семи пагорбів Риму), ймовірно, у зв’язку з проведенням там релігійних змагань або обрядів, пов’язаних із святом АгоналіЇ.